# Крупове
Крупове́ — село в Україні, у Дубровицькій міській громаді Сарненського району Рівненської області. Населення становить 707 осіб (2011).
Село розташоване за 7 км від центру громади та 130 км від обласного центру. За 1 км від села проходить траса Зарічне — Володимирець. Перша згадка про Крупове датується XVI століттям.[джерело?]
В селі побудовані сучасна дев'ятирічна школа, фельдшерсько-акушерський пункт, центр дозвілля молоді, також існують численні заклади громадського харчування та культурно-розважальні місця. У Круповому розвинутий промисел декоративно-ужиткового мистецтва, дотепер тут збереглися унікальні методики ткання льону та вишивки на ньому.  Роботи майстринь села постійно експонуються на багатьох міжнародних та державних виставках ужиткового мистецтва.[джерело?]

## Назва
Польською мовою згадується як Krupowie, російською — як Круповье.

### Легенда про походження назви села (перша)
Живе на устах старих людей — односельців легенда, що назва села пішла від своєрідного промислу. Розповідають легенди, що колись, у давнину, тут, де розкинулось село, була поліська рівнина, на якій гуляли вітри, стояли вітряки-млини. А в бідних людей були ручні кам'яні жорна. Різні жорна: на одних мололи пшеницю і жито, на інших з гречки дерли крупу. Такі пристосування мало хто мав, тому нерідко з навколишніх сіл і хуторів люди звозили в село своє зерно і по черзі виготовляли крупу.

### Легенда про походження назви села (друга)
Поміж краєзнавців ходить ще версія, що село успадкувало назву від прізвища заможного чоловіка, який перший заклав на цій місцині житло — прізвище Круп.

### Легенда про походження назви села (третя)
Топонімічний переказ, записаний з вуст корінної жительки села Герасимчук Олени під час збору фольклорного матеріалу регіону.
Після чуми майже все село вимерло, а тих, хто залишився було спалено разом з їх домівками, щоб зупинити хворобу. І залишились згарище та пустка.
Був тут пан, і мав прізвище Крупський (сам пан прибув здалеку,  звідки саме інформатор не знає). Став він господарем у селі. Панові потрібні були робочі, а селян було дуже мало. Той пан взяв багато землі, звів безліч будівель, але людей не було, село було пусте. Цей пан, ім'ям Крупський, розпочав оживляти цю землю. Пан Крупський завіз з Галіції (Галичини) декілька родин Герасимчуків, збудував їм хати і стали вони жити тут, працювати у панському дворі.
Постала проблема відсутності води у селі, тому було прийнято рішення викопати річку (тепер це канава, яка протікає через все село), прокладав канали плугом чи чимось іншим. І приваблював цим людей сюди, щоб вони йому допомагали (бо мав великий маєток) обробляли землю, доглядали за худобою. Мав пан волів і коней, городів багато і все це наше велике село обробляло для нього. Люди працювали у панському дворі, робили різні послуги, були служницями та слугами. Мої батько і мати працювали у його дворі і за це пан збудував їм хату з підлогою.
Ось так назва села пішла від прізвища цього пана – Крупове (Крупоув'є).

## Географія
Площа села — 0,67 км². Згідно з дослідженням 2017 року, за яким оцінювалися масштаби антропогенної трансформації території Дубровицького району внаслідок несанкціонованого видобутку бурштину, екологічна ситуація села характеризувалася як «катастрофічна».

### Клімат
Клімат у селі вологий континентальний («Dfb» за класифікацією кліматів Кеппена). Опадів 610 мм на рік. Найменша кількість опадів спостерігається в березні й сягає у середньому 28 мм. Найбільша кількість опадів випадає в червні — близько 88 мм. Різниця в опадах між сухими та вологими місяцями становить 60 мм. Пересічна температура січня — -5,5 °C, липня — 18,6 °C. Річна амплітуда температур становить 24,1 °C.
| Клімат Крупового                  | Клімат Крупового | Клімат Крупового | Клімат Крупового | Клімат Крупового | Клімат Крупового | Клімат Крупового | Клімат Крупового | Клімат Крупового | Клімат Крупового | Клімат Крупового | Клімат Крупового | Клімат Крупового | Клімат Крупового |
| Показник                          | Січ.             | Лют.             | Бер.             | Квіт.            | Трав.            | Черв.            | Лип.             | Серп.            | Вер.             | Жовт.            | Лист.            | Груд.            | Рік              |
| Середній максимум, °C             | −2,5             | −1,3             | 3,4              | 12,3             | 19,2             | 22,8             | 23,9             | 23,1             | 18,2             | 11,8             | 4,8              | 0,0              | 11,3             |
| Середня температура, °C           | −5,5             | −4,5             | −0,3             | 7,4              | 13,6             | 17,4             | 18,6             | 17,6             | 13,2             | 7,8              | 2,3              | −2,5             | 7,1              |
| Середній мінімум, °C              | −8,5             | −7,7             | −3,9             | 2,6              | 8,1              | 12,0             | 13,3             | 12,2             | 8,3              | 3,8              | −0,2             | −5               | 2,9              |
| Норма опадів, мм                  | 36               | 30               | 28               | 42               | 57               | 88               | 81               | 64               | 57               | 45               | 41               | 41               | 610              |
| --------------------------------- | ---------------- | ---------------- | ---------------- | ---------------- | ---------------- | ---------------- | ---------------- | ---------------- | ---------------- | ---------------- | ---------------- | ---------------- | ---------------- |
| Джерело: Climate-Data.org (англ.) |                  |                  |                  |                  |                  |                  |                  |                  |                  |                  |                  |                  |                  |

### Гриби
Поблизу села трапляється занесена до Червоної книги України сироїжка синювата.

## Історія
Село вперше згадується 1561 року.
Старожили оповідали, що коріння походження села сягають глибокої давнини. Вони стверджують, що село існувало в часи Київської Русі. Під час нападу монголів воно було спалене, як багато поселень краю. По цей день в народі ходить прислів'я «Катерино, Марино, ходімо, татари вже поїхали», що підтверджує оповідь наших односельців. Згадує Дем'янець Федора Гнатівна: «…теперішнє наше село виникло вже після татар. До нас переселилися люди з Котовська та Пуліма (поселення сучасної Волинської області)». Також розповідають, що переселились також люди із Білорусі (із-під Гродного).[джерело?]
За даними Іпатіївського літопису перша згадка про село Крупове належить до середини XVI століття. Проходив час, все змінювалося, Крупове (Крупов'є) в другій половині XVI століття входило до Пінського повіту Брест-Литовського воєводства. Село належало до Дубровицької волості. До 1637 року Дубровицька волость належала Леву-Миколаю Соломарецькому підкормію Пінська. Він був останній з потомків князів Соломарецьких.1 лютого 1646 року у висоцькому замку дубровицькі володіння були розділені між його чотирма сестрами. Отже, Марета княгиня Соломарецька — дружина Казимира Нарушевича одержала половину замку і місто Дубровиця, фільварок і село Воробин, село Селець і монастир із церквою, села Крупа (Крупове), Кривиця, фільварок, село Людинь і село Золоте.[джерело?]
За феодально-кріпосницького ладу селяни терпіли тяжкий економічний гніт. Основним заняттям селян було землеробство. Їм належали гірші землі, розкидані навколо села. Одягалися селяни в саморобні свити, домоткані лляні костюми, взувалися в постоли. Їх хати були курними, освітлювалися лучиною. Коли Правобережжя України було анексоване Росією, Крупове входило до Пінського повіту Мінської губернії, а в першій половині ХІХ століття було віднесено до Ровенського повіту Волинської губернії. Селяни, як і раніше, працювали на панщині. В другій половині ХІХ століття пройшла земельна реформа. Селяни самі ділили землю, лише один житель села відмовився від земельного наділу. Він сподівався, що проживе зі свого ремесла (він був швець чобіт).[джерело?]
До 1917 року село входило до складу Російської імперії. У 1906 році село входило до складу Домбровицької волості Рівненського повіту Волинської губернії Російської імперії. У 1918—1920 роки нетривалий час перебувало в складі Української Народної Республіки.
Під час першої світової війни 1914—1918 років жителів села мобілізовували до Польської армії. В село приходили повідомлення про загибель рідних і близьких. Загинув на фронті Герасимчук, то дружині виплатили грошову допомогу, за яку вона купила багато землі. З війни приходили покалічені чоловіки. Таким інвалідом був Дем'янець Микола Іванович, який одержував допомогу як інвалід війни. Тим хто залишився живим, давали великі земельні наділи. Були і безземельні селяни. Їх ставили на біржу праці, де надавали щомісячне грошове забезпечення. 7 листопада 1917 року газета «Волинь» повідомляла, що селяни захопили маєток графині Плятер у Воробино.[джерело?]
На початку 1919 року землі краю відійшли до Польщі. Селяни жили бідно, у злиднях. Земельні наділи були невеликими. Основним заняттям селян залишалося землеробство та ремесло. Все необхідне для життя вироблялося в господарстві. Між Круповим і Мочулищем був панський двір. Ним керував управитель. Щоб утримувати сім'ю, селяни-бідняки наймалися до пана на роботу. Працювали важко: від сходу до заходу сонця. Не кожен селянин одержував роботу. За роботу платили мало — 50 грошів. Але за копання картоплі платили дорого. За зароблені гроші за день можна було купити «салісову» хустку. В лісі працювали за 50-70 грошів. В дворі працювали доглядачі худоби (їх ще називали «парубки»), які жили біля панського двору, у так званих «хатках». Селяни заробляли гроші збираючи в лісі ягоди, гриби, лікарські рослини, дерезу, «ковтуни». Але для цього купували дозвіл — квит, який носили на шиї. Худобу пасли в громадському лісі. Але могли пасти у панському, за що треба було відпрацювати у пана. Чоловіки працювали на розробці лісу в урочищі «Тартак». Тут ліс різали на дошки і відправляли до залізничної станції Домбровиця. Насип, де проходила «колійка», зберігся до нашого часу. За роботу на Тартаку платили добре. В урочищі «Вовковня» жив лісник з сім'єю. Він доглядав за лісом. Кожний селянин сплачував податок за землю один раз в рік. Село здавна славилося майстрами: тут що не хата — то ткаля чи вишивальниця, що не чоловік — то бондар, різьбяр, художник чи просто майстер на всі руки Вологий клімат, ґрунт дозволяли вирощування льону, з якого ткали різне полотно: на сорочки, рушники, скатертини. Ткацькі верстати були в кожній оселі. Кожна жінка зобов'язана була вміти ткати, інакше не могла бути повноцінним членом родини. Весь одяг був виготовлений із домотканого полотна. Діти завжди допомагали мамі в її ремеслі й змалку посвячувалися у премудрості ткацького мистецтва. Особливим було ткацтво серпанкового полотна. Виготовлення серпанку — це праця і терпіння. Це полотно збереглося в наших жінок. Кажуть, що поліські серпанки з Крупового замовляли навіть для царської родини. Це тонюсіньке напівпрозоре полотно надзвичайно цінувалося в усі часи, і для того, щоб вийшов справжній серпанок, потрібна була неабияка майстерність.[джерело?]
У 1921—1939 роки входило до складу Польщі. У 1921 році село входило до складу гміни Домбровиця Сарненського повіту Поліського воєводства Польської Республіки. 1930 року Сарненський повіт приєднаний до складу Волинського воєводства. У 1936 році входило до однойменної громади, до якої також належали гаївка Ошкіла та лісничівка Вовківня.
Хорошими майстрами були ковалі. В центрі села, біля річечки, були дві кузні на чотири горни. В кузнях працювали два брати євреї: Карась Меяр і Карась Лейба. Помічниками були Бутько Опанас, Бовгиря Андрій, Лясковець Феодосій. Виготовляли весь сільськогосподарський реманент, інструменти для будівництва (тиблі). Про їх вироби йшла хороша слава по краю. Продавали вироби місцевим селянам та з навколишніх сіл, возили на ярмарки в м. Рівне, Луцьк, Степангород. Їхні вироби, сокири збереглися в Дем'янець Федори, Лясковця Василя, Огородника Миколи із Здолбунова, у селянина з Городища Березнівського району. На цих виробах є штамп майстра (прізвище, ім'я, село). Дочка Меяра Лейка була хорошою швачкою. Місцевим жителям вона шила одяг. Іцько Міхаль мав магазин, вів торгівлю. В селян закуповував гриби, ягоди. В селі було сім сімей євреїв. Всі загинули, їх вбили німці. Неподалік від кузні була хата Лясковця Охріма. Він був хорошим столяром. Виготовляв вироби із дерева для жителів села. Над шляхом до села Мочулище жив гончар Щур Юхим. Родом він був із с. Літвиця. Біля його хати була гончарна піч (горинь). Він виготовляв різний посуд, спочатку посуд був сирий, чорний. Потім його сушили на полицях, а тоді випалювали у печі. Після випалювання посуд витирали білими камінцями, щоб був гладеньким. Цю роботу виконували дорослі та діти. Майстер за це їм платив посудом. Мешканці Крупового фактично були позбавлені медичної допомоги та можливості здобувати освіту. За медичною допомогою доводилося звертатися в Дубровицю або в інше місто, сплачуючи при цьому великі гроші. Перша школа ще працювала до першої світової війни. Вона знаходилася в селянській хаті, а потім у хаті єврея Міхеля. Навчання велося польською мовою, був один вчитель. 1935 рік. Відкрилася школа. Її збудували силами селянської толоки. Навчання дітей проводилося польською мовою, а уроки Закону Божого — старослов'янською. Було 80 учнів, котрих навчало двоє вчителів. Першим директором був Альфред Аусобський.[джерело?]
З 1939 року — у складі Дубровицького району Рівненської області УРСР. У роки Другої світової війни деякі мешканці села долучилися до національно-визвольної боротьби в лавах УПА та ОУН. Наприкінці липня 1943 року німці з поляками напали на село, пограбували та частково його спалили, побили багатьох мирних мешканців. Загалом встановлено 65 жителів села, які брали участь у визвольних змаганнях, з них 37 загинуло, 25 було репресовано.
У 1947 році село Крупове разом з хутором Вовківня підпорядковувалося Круповівській сільській раді Дубровицького району Ровенської області УРСР.
Відповідно до прийнятої в грудні 1989 року постанови Ради Міністрів УРСР село занесене до переліку населених пунктів, які зазнали радіоактивного забруднення внаслідок аварії на Чорнобильській АЕС, жителям виплачувалася грошова допомога. Згідно з постановою Кабінету Міністрів Української РСР, ухваленою в липні 1991 року, село належало до зони гарантованого добровільного відселення. На кінець 1993 року забруднення ґрунтів становило 1,49 Кі/км² (137Cs + 134Cs), молока — 4,44 мКі/л (137Cs + 134Cs), картоплі — 0,6 мКі/кг (137Cs + 134Cs), сумарна доза опромінення — 128 мбер, з якої: зовнішнього — 19 мбер, загальна від радіонуклідів — 109 мбер (з них Cs — 107 мбер, Sr — 1 мбер).
За часів незалежності України в селі почали незаконно видобувати бурштин. В кінці липня 2015 року на цьому ґрунті в селі почалися заворушення.
В селі живуть і працюють 6 майстрів декоративно-прикладного мистецтва, 4 з них — по ткацтву. Це заслужені майстри народної творчості України — і У.П.Кот, Н.М.Рабчевська, ткалі Н.М.Дем’янець та О.М.Придюк. 
Відповідно до Розпорядження Кабінету Міністрів України від 12 червня 2020 року № 722-р «Про визначення адміністративних центрів та затвердження територій територіальних громад Рівненської області» увійшло до складу Дубровицької міської громади.

## Населення
Станом на 1859 рік, у власницькому селі Круповому налічувалося 35 дворів та 269 жителів (131 чоловік і 138 жінок), усі православні. Станом на 1906 рік у селі було 69 дворів та мешкала 571 особа.
За переписом населення Польщі 10 вересня 1921 року в селі налічувалося 100 будинків та 583 мешканці, з них: 290 чоловіків та 293 жінки; 550 православних, 32 юдеї та 1 римо-католик; 550 українців, 32 євреї та 1 поляк.
Згідно з переписом УРСР 1989 року чисельність наявного населення села становила 766 осіб, з яких 364 чоловіки та 402 жінки. На кінець 1993 року в селі мешкало 723 жителів, з них 175 — дітей.
За переписом населення України 2001 року в селі мешкали 784 особи. Станом на 1 січня 2011 року населення села становить 707 осіб. Густота населення — 1188,06 особи/км².

### Мова
Розподіл населення за рідною мовою за даними перепису 2001 року:
| Мова       | Відсоток |
| ---------- | -------- |
| українська | 98,99 %  |
| російська  | 1,01 %   |

### Вікова і статева структура
Структура жителів села за віком і статтю (станом на 2011 рік):
| Вік   | Чоловіків | Жінок | Разом |
| ----- | --------- | ----- | ----- |
| 0-17  | 77        | 60    | 137   |
| 18-39 | 106       | 106   | 212   |
| 40-59 | 109       | 96    | 205   |
| 60+   | 57        | 96    | 153   |
| Разом | 349       | 358   | 707   |

### Соціально-економічні показники
| Працездатне населення | Працездатне населення | Працездатне населення | Працездатне населення | Працездатне населення | Працездатне населення | Непрацездатне населення | Непрацездатне населення | Непрацездатне населення | Непрацездатне населення | Непрацездатне населення | Непрацездатне населення | Все населення |
| Чоловіки              | Чоловіки              | Жінки                 | Жінки                 | Разом                 | Разом                 | Чоловіки                | Чоловіки                | Жінки                   | Жінки                   | Разом                   | Разом                   | 707           |
| ос.                   | %                     | ос.                   | %                     | ос.                   | %                     | ос.                     | %                       | ос.                     | %                       | ос.                     | %                       | 707           |
| --------------------- | --------------------- | --------------------- | --------------------- | --------------------- | --------------------- | ----------------------- | ----------------------- | ----------------------- | ----------------------- | ----------------------- | ----------------------- | ------------- |
| 277                   | 38                    | 292                   | 40                    | 569                   | 78                    | 170                     | 23                      | 196                     | 27                      | 366                     | 50                      | 707           |

| Зайняті  | Зайняті  | Зайняті | Зайняті | Зайняті | Зайняті | Безробітні | Безробітні | Безробітні | Безробітні | Безробітні | Безробітні | Все населення |
| Чоловіки | Чоловіки | Жінки   | Жінки   | Разом   | Разом   | Чоловіки   | Чоловіки   | Жінки      | Жінки      | Разом      | Разом      | 707           |
| ос.      | %        | ос.     | %       | ос.     | %       | ос.        | %          | ос.        | %          | ос.        | %          | 707           |
| -------- | -------- | ------- | ------- | ------- | ------- | ---------- | ---------- | ---------- | ---------- | ---------- | ---------- | ------------- |
| 38       | 17       | 35      | 16      | 73      | 32      | 15         | 6          | 13         | 6          | 28         | 12         | 707           |

| Дорослі | Діти | Пенсіонери | Інваліди Німецько-радянської війни | Учасники бойових дій | Інваліди всіх груп і категорій | Люди, які обслуговуються служб. соц. допом. на дому | Неповні сім'ї | Діти з неповних сімей | Багатодітні сім'ї | Діти з багатодітних сімей | Діти-інваліди | Діти-сироти | Одинокі багатодітні матері |
| ------- | ---- | ---------- | ---------------------------------- | -------------------- | ------------------------------ | --------------------------------------------------- | ------------- | --------------------- | ----------------- | ------------------------- | ------------- | ----------- | -------------------------- |
| 377     | 337  | 251        | -                                  | -                    | 50                             | 14                                                  | 5             | 5                     | 4                 | 13                        | -             | -           | -                          |

## Політика

### Органи влади
Місцеві органи влади представлені Мочулищенською сільською радою.

### Вибори
Село входить до виборчого округу № 155. У селі розташована виборча дільниця № 560278. Станом на 2011 рік кількість виборців становила 570 осіб.

## Культура
У селі працює Крупівський сільський будинок культури на 277 місць. Діє Крупівська публічно-шкільна бібліотека, книжковий фонд якої становлять 12 156 книг та яка має 10 місць для читання, 2 особи персоналу, кількість читачів — 500 осіб.

## Релігія
4 вересня 2019 року Архієпископ Рівненський і Острозький Іларіон освятив хрест та наріжний камінь на місці будівництва храму ПЦУ на честь святої праведної діви Юліанії Ольшанської.
Список конфесійних громад станом на 2011 рік:
| Релігійна громада Свято-Параскевської парафії Сарненської єпархії УПЦ | УПЦ (МП) | 22 червня 1998 | 400 | Церква | [ 38 ] |
| — православні.                                                        |          |                |     |        |        |

У першій половині XIX століття село належало до греко-католицької парафії церкви Різдва Богородиці містечка Домбровиця Ровенського повіту, а в 1840-х роках та другій половині XIX століття — до православної парафії церкви Різдва Пречистої Богородиці містечка Домбровиця Домбровицької волості.

## Освіта
У селі діє Крупівська загальноосвітня школа І-ІІ ступенів. У 2011 році в ній навчалося 80 учнів (із 175 розрахованих) та викладало 17 учителів.

## Ветерани війни
- Дашук Іван Семенович [Архівовано 18 травня 2015 у Wayback Machine.]
- Кот Іван Андрійович [Архівовано 4 березня 2016 у Wayback Machine.]
- Мозоль Василь Іванович [Архівовано 4 березня 2016 у Wayback Machine.]
- Нестеревич Петро Панасович [Архівовано 18 травня 2015 у Wayback Machine.]
- Стельмашук Яків Іванович [Архівовано 28 лютого 2017 у Wayback Machine.]

## Галерея

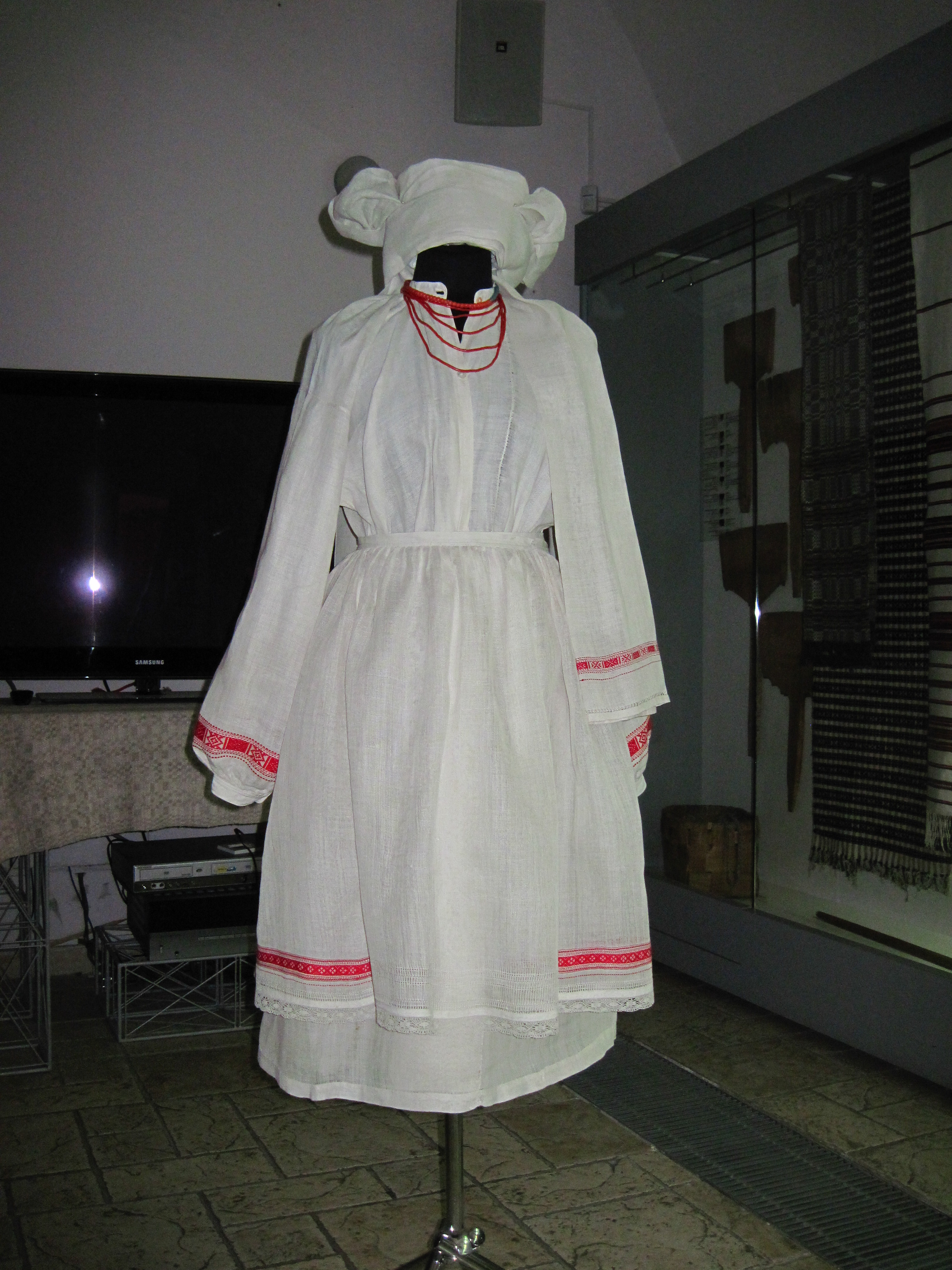
Одяг з тонкого лляного серпанку, витканого у Круповому, поч. ХХ ст.

#### Книги
- Олександр Денищук. Злочини польських шовіністів на Волині. Книга перша. Рівненська область. — Рівне : ППДМ, 2003. — 352 с. — ISBN 966-96174-4-8.

#### Офіційні дані та нормативно-правові акти
- Паспорт Дубровицького району (станом на 1 січня 2011 року) (doc). Дубровицька районна рада. Архів оригіналу за 10 лютий 2015. Процитовано 16 жовтня 2019.

#### Мапи
- Історичний Атлас України / Гол. ред. Л. Винар; Упорядн.: І. Тесля, Е. Тютько. Українське історичне товариство. — Монреаль; Нью-Йорк; Мюнхен, 1980. — 182 с.